# Exoprosopa extensa
Exoprosopa extensa är en tvåvingeart som först beskrevs av Wulp 1888.  Exoprosopa extensa ingår i släktet Exoprosopa och familjen svävflugor. Inga underarter finns listade i Catalogue of Life.